# خالد الحمداوي
خالد الحمداوي (30 يوليو 1981 بأمستردام في هولندا - ) هو لاعب كرة قدم مغربي في مركز الوسط. شارك مع منتخب هولندا تحت 21 سنة لكرة القدم ومنتخب هولندا لكرة القدم. أما مع النوادي، فقد لعب مع طوكيو فيردي ونادي الرجاء الرياضي ونادي النصر ووودلاندز ويلينغتون ومنتخب هولندا الوطني لكرة قدم الصالات وO Elvas C.A.D. ‏ ونادي دندي والمير سيتي وMVV Maastricht ‏.